# Someone You Loved
Someone You Loved is een single van de Schotse singer-songwriter Lewis Capaldi.
In het Verenigd Koninkrijk behaalde Capaldi hiermee de eerste positie waar hij zeven aaneengesloten weken bleef. Het nummer gaat over een verbroken liefde of een uit het oog verloren persoon die veel betekenis had.

## Hitnoteringen

### Nederlandse Top 40
| Hitnotering: 23-02-2019 t/m 07-12-2019 | Hitnotering: 23-02-2019 t/m 07-12-2019 | Hitnotering: 23-02-2019 t/m 07-12-2019 | Hitnotering: 23-02-2019 t/m 07-12-2019 | Hitnotering: 23-02-2019 t/m 07-12-2019 | Hitnotering: 23-02-2019 t/m 07-12-2019 | Hitnotering: 23-02-2019 t/m 07-12-2019 | Hitnotering: 23-02-2019 t/m 07-12-2019 | Hitnotering: 23-02-2019 t/m 07-12-2019 | Hitnotering: 23-02-2019 t/m 07-12-2019 | Hitnotering: 23-02-2019 t/m 07-12-2019 | Hitnotering: 23-02-2019 t/m 07-12-2019 | Hitnotering: 23-02-2019 t/m 07-12-2019 | Hitnotering: 23-02-2019 t/m 07-12-2019 | Hitnotering: 23-02-2019 t/m 07-12-2019 | Hitnotering: 23-02-2019 t/m 07-12-2019 | Hitnotering: 23-02-2019 t/m 07-12-2019 | Hitnotering: 23-02-2019 t/m 07-12-2019 | Hitnotering: 23-02-2019 t/m 07-12-2019 | Hitnotering: 23-02-2019 t/m 07-12-2019 | Hitnotering: 23-02-2019 t/m 07-12-2019 | Hitnotering: 23-02-2019 t/m 07-12-2019 | Hitnotering: 23-02-2019 t/m 07-12-2019 |
| Week:                                  | 1                                      | 2                                      | 3                                      | 4                                      | 5                                      | 6                                      | 7                                      | 8                                      | 9                                      | 10                                     | 11                                     | 12                                     | 13                                     | 14                                     | 15                                     | 16                                     | 17                                     | 18                                     | 19                                     | 20                                     | 21                                     | 22                                     |
| -------------------------------------- | -------------------------------------- | -------------------------------------- | -------------------------------------- | -------------------------------------- | -------------------------------------- | -------------------------------------- | -------------------------------------- | -------------------------------------- | -------------------------------------- | -------------------------------------- | -------------------------------------- | -------------------------------------- | -------------------------------------- | -------------------------------------- | -------------------------------------- | -------------------------------------- | -------------------------------------- | -------------------------------------- | -------------------------------------- | -------------------------------------- | -------------------------------------- | -------------------------------------- |
| Positie:                               | 35                                     | 29                                     | 28                                     | 27                                     | 24                                     | 22                                     | 22                                     | 21                                     | 24                                     | 27                                     | 31                                     | 33                                     | 29                                     | 17                                     | 17                                     | 14                                     | 8                                      | 7                                      | 7                                      | 12                                     | 14                                     | 17                                     |
| Week:                                  | 23                                     | 24                                     | 25                                     | 26                                     | 27                                     | 28                                     | 29                                     | 30                                     | 31                                     | 32                                     | 33                                     | 34                                     | 35                                     | 36                                     | 37                                     | 38                                     | 39                                     | 40                                     | 41                                     | 42                                     |                                        |                                        |
| Positie:                               | 22                                     | 22                                     | 22                                     | 23                                     | 18                                     | 17                                     | 17                                     | 20                                     | 25                                     | 25                                     | 29                                     | 27                                     | 26                                     | 24                                     | 29                                     | 32                                     | 35                                     | 37                                     | 38                                     | 39                                     | uit                                    |                                        |

### NederlandseSingle Top 100
| Hitnotering: (week 1 t/m 96) 02-03-2019 t/m 26-12-2020 Hitnotering: (week 97 t/m 116) 09-01-2021 t/m 22-05-2021 | Hitnotering: (week 1 t/m 96) 02-03-2019 t/m 26-12-2020 Hitnotering: (week 97 t/m 116) 09-01-2021 t/m 22-05-2021 | Hitnotering: (week 1 t/m 96) 02-03-2019 t/m 26-12-2020 Hitnotering: (week 97 t/m 116) 09-01-2021 t/m 22-05-2021 | Hitnotering: (week 1 t/m 96) 02-03-2019 t/m 26-12-2020 Hitnotering: (week 97 t/m 116) 09-01-2021 t/m 22-05-2021 | Hitnotering: (week 1 t/m 96) 02-03-2019 t/m 26-12-2020 Hitnotering: (week 97 t/m 116) 09-01-2021 t/m 22-05-2021 | Hitnotering: (week 1 t/m 96) 02-03-2019 t/m 26-12-2020 Hitnotering: (week 97 t/m 116) 09-01-2021 t/m 22-05-2021 | Hitnotering: (week 1 t/m 96) 02-03-2019 t/m 26-12-2020 Hitnotering: (week 97 t/m 116) 09-01-2021 t/m 22-05-2021 | Hitnotering: (week 1 t/m 96) 02-03-2019 t/m 26-12-2020 Hitnotering: (week 97 t/m 116) 09-01-2021 t/m 22-05-2021 | Hitnotering: (week 1 t/m 96) 02-03-2019 t/m 26-12-2020 Hitnotering: (week 97 t/m 116) 09-01-2021 t/m 22-05-2021 | Hitnotering: (week 1 t/m 96) 02-03-2019 t/m 26-12-2020 Hitnotering: (week 97 t/m 116) 09-01-2021 t/m 22-05-2021 | Hitnotering: (week 1 t/m 96) 02-03-2019 t/m 26-12-2020 Hitnotering: (week 97 t/m 116) 09-01-2021 t/m 22-05-2021 | Hitnotering: (week 1 t/m 96) 02-03-2019 t/m 26-12-2020 Hitnotering: (week 97 t/m 116) 09-01-2021 t/m 22-05-2021 | Hitnotering: (week 1 t/m 96) 02-03-2019 t/m 26-12-2020 Hitnotering: (week 97 t/m 116) 09-01-2021 t/m 22-05-2021 | Hitnotering: (week 1 t/m 96) 02-03-2019 t/m 26-12-2020 Hitnotering: (week 97 t/m 116) 09-01-2021 t/m 22-05-2021 | Hitnotering: (week 1 t/m 96) 02-03-2019 t/m 26-12-2020 Hitnotering: (week 97 t/m 116) 09-01-2021 t/m 22-05-2021 | Hitnotering: (week 1 t/m 96) 02-03-2019 t/m 26-12-2020 Hitnotering: (week 97 t/m 116) 09-01-2021 t/m 22-05-2021 | Hitnotering: (week 1 t/m 96) 02-03-2019 t/m 26-12-2020 Hitnotering: (week 97 t/m 116) 09-01-2021 t/m 22-05-2021 | Hitnotering: (week 1 t/m 96) 02-03-2019 t/m 26-12-2020 Hitnotering: (week 97 t/m 116) 09-01-2021 t/m 22-05-2021 |
| Week: | 1 | 2 | 3 | 4 | 5 | 6 | 7 | 8 | 9 | 10 | 11 | 12 | 13 | 14 | 15 | 16 | 17 |
| --- | --- | --- | --- | --- | --- | --- | --- | --- | --- | --- | --- | --- | --- | --- | --- | --- | --- |
| Positie: | 100 | 69 | 54 | 40 | 40 | 43 | 46 | 49 | 47 | 34 | 32 | 23 | 17 | 18 | 16 | 12 | 12 |
| Week: | 18 | 19 | 20 | 21 | 22 | 23 | 24 | 25 | 26 | 27 | 28 | 29 | 30 | 31 | 32 | 33 | 34 |
| Positie: | 13 | 15 | 12 | 13 | 13 | 15 | 16 | 14 | 15 | 18 | 15 | 15 | 13 | 11 | 11 | 11 | 12 |
| Week: | 35 | 36 | 37 | 38 | 39 | 40 | 41 | 42 | 43 | 44 | 45 | 46 | 47 | 48 | 49 | 50 | 51 |
| Positie: | 12 | 12 | 9 | 8 | 10 | 11 | 11 | 13 | 19 | 42 | 21 | 23 | 28 | 32 | 34 | 31 | 35 |
| Week: | 52 | 53 | 54 | 55 | 56 | 57 | 58 | 59 | 60 | 61 | 62 | 63 | 64 | 65 | 66 | 67 | 68 |
| Positie: | 37 | 37 | 34 | 35 | 33 | 37 | 49 | 53 | 50 | 47 | 50 | 47 | 52 | 51 | 47 | 54 | 46 |
| Week: | 69 | 70 | 71 | 72 | 73 | 74 | 75 | 76 | 77 | 78 | 79 | 80 | 81 | 82 | 83 | 84 | 85 |
| Positie: | 50 | 59 | 61 | 59 | 68 | 73 | 74 | 82 | 85 | 69 | 67 | 74 | 67 | 71 | 66 | 59 | 61 |
| Week: | 86 | 87 | 88 | 89 | 90 | 91 | 92 | 93 | 94 | 95 | 96 | | 97 | 98 | 99 | 100 | 101 |
| Positie: | 59 | 59 | 60 | 62 | 60 | 58 | 63 | 65 | 76 | 77 | 86 | uit | 47 | 53 | 59 | 56 | 54 |
| Week: | 102 | 103 | 104 | 105 | 106 | 107 | 108 | 109 | 110 | 111 | 112 | 113 | 114 | 115 | 116 | | |
| Positie: | 48 | 50 | 58 | 63 | 67 | 68 | 71 | 82 | 76 | 77 | 79 | 90 | 82 | 88 | 93 | uit | |

### VlaamseUltratop 50
| Hitnotering: (week 1 t/m 59) 19-01-2019 t/m 29-02-2020 Hitnotering: (week 60) 14-03-2020 | Hitnotering: (week 1 t/m 59) 19-01-2019 t/m 29-02-2020 Hitnotering: (week 60) 14-03-2020 | Hitnotering: (week 1 t/m 59) 19-01-2019 t/m 29-02-2020 Hitnotering: (week 60) 14-03-2020 | Hitnotering: (week 1 t/m 59) 19-01-2019 t/m 29-02-2020 Hitnotering: (week 60) 14-03-2020 | Hitnotering: (week 1 t/m 59) 19-01-2019 t/m 29-02-2020 Hitnotering: (week 60) 14-03-2020 | Hitnotering: (week 1 t/m 59) 19-01-2019 t/m 29-02-2020 Hitnotering: (week 60) 14-03-2020 | Hitnotering: (week 1 t/m 59) 19-01-2019 t/m 29-02-2020 Hitnotering: (week 60) 14-03-2020 | Hitnotering: (week 1 t/m 59) 19-01-2019 t/m 29-02-2020 Hitnotering: (week 60) 14-03-2020 | Hitnotering: (week 1 t/m 59) 19-01-2019 t/m 29-02-2020 Hitnotering: (week 60) 14-03-2020 | Hitnotering: (week 1 t/m 59) 19-01-2019 t/m 29-02-2020 Hitnotering: (week 60) 14-03-2020 | Hitnotering: (week 1 t/m 59) 19-01-2019 t/m 29-02-2020 Hitnotering: (week 60) 14-03-2020 | Hitnotering: (week 1 t/m 59) 19-01-2019 t/m 29-02-2020 Hitnotering: (week 60) 14-03-2020 | Hitnotering: (week 1 t/m 59) 19-01-2019 t/m 29-02-2020 Hitnotering: (week 60) 14-03-2020 | Hitnotering: (week 1 t/m 59) 19-01-2019 t/m 29-02-2020 Hitnotering: (week 60) 14-03-2020 | Hitnotering: (week 1 t/m 59) 19-01-2019 t/m 29-02-2020 Hitnotering: (week 60) 14-03-2020 | Hitnotering: (week 1 t/m 59) 19-01-2019 t/m 29-02-2020 Hitnotering: (week 60) 14-03-2020 | Hitnotering: (week 1 t/m 59) 19-01-2019 t/m 29-02-2020 Hitnotering: (week 60) 14-03-2020 | Hitnotering: (week 1 t/m 59) 19-01-2019 t/m 29-02-2020 Hitnotering: (week 60) 14-03-2020 | Hitnotering: (week 1 t/m 59) 19-01-2019 t/m 29-02-2020 Hitnotering: (week 60) 14-03-2020 | Hitnotering: (week 1 t/m 59) 19-01-2019 t/m 29-02-2020 Hitnotering: (week 60) 14-03-2020 | Hitnotering: (week 1 t/m 59) 19-01-2019 t/m 29-02-2020 Hitnotering: (week 60) 14-03-2020 | Hitnotering: (week 1 t/m 59) 19-01-2019 t/m 29-02-2020 Hitnotering: (week 60) 14-03-2020 |
| Week:                                                                                    | 1                                                                                        | 2                                                                                        | 3                                                                                        | 4                                                                                        | 5                                                                                        | 6                                                                                        | 7                                                                                        | 8                                                                                        | 9                                                                                        | 10                                                                                       | 11                                                                                       | 12                                                                                       | 13                                                                                       | 14                                                                                       | 15                                                                                       | 16                                                                                       | 17                                                                                       | 18                                                                                       | 19                                                                                       | 20                                                                                       | 21                                                                                       |
| ---------------------------------------------------------------------------------------- | ---------------------------------------------------------------------------------------- | ---------------------------------------------------------------------------------------- | ---------------------------------------------------------------------------------------- | ---------------------------------------------------------------------------------------- | ---------------------------------------------------------------------------------------- | ---------------------------------------------------------------------------------------- | ---------------------------------------------------------------------------------------- | ---------------------------------------------------------------------------------------- | ---------------------------------------------------------------------------------------- | ---------------------------------------------------------------------------------------- | ---------------------------------------------------------------------------------------- | ---------------------------------------------------------------------------------------- | ---------------------------------------------------------------------------------------- | ---------------------------------------------------------------------------------------- | ---------------------------------------------------------------------------------------- | ---------------------------------------------------------------------------------------- | ---------------------------------------------------------------------------------------- | ---------------------------------------------------------------------------------------- | ---------------------------------------------------------------------------------------- | ---------------------------------------------------------------------------------------- | ---------------------------------------------------------------------------------------- |
| Positie:                                                                                 | 40                                                                                       | 34                                                                                       | 17                                                                                       | 8                                                                                        | 7                                                                                        | 5                                                                                        | 4                                                                                        | 3                                                                                        | 2                                                                                        | 3                                                                                        | 4                                                                                        | 2                                                                                        | 4                                                                                        | 5                                                                                        | 9                                                                                        | 9                                                                                        | 6                                                                                        | 7                                                                                        | 10                                                                                       | 10                                                                                       | 9                                                                                        |
| Week:                                                                                    | 22                                                                                       | 23                                                                                       | 24                                                                                       | 25                                                                                       | 26                                                                                       | 27                                                                                       | 28                                                                                       | 29                                                                                       | 30                                                                                       | 31                                                                                       | 32                                                                                       | 33                                                                                       | 34                                                                                       | 35                                                                                       | 36                                                                                       | 37                                                                                       | 38                                                                                       | 39                                                                                       | 40                                                                                       | 41                                                                                       | 42                                                                                       |
| Positie:                                                                                 | 8                                                                                        | 7                                                                                        | 10                                                                                       | 10                                                                                       | 10                                                                                       | 11                                                                                       | 10                                                                                       | 17                                                                                       | 18                                                                                       | 17                                                                                       | 16                                                                                       | 17                                                                                       | 20                                                                                       | 20                                                                                       | 18                                                                                       | 16                                                                                       | 21                                                                                       | 19                                                                                       | 19                                                                                       | 18                                                                                       | 19                                                                                       |
| Week:                                                                                    | 43                                                                                       | 44                                                                                       | 45                                                                                       | 46                                                                                       | 47                                                                                       | 48                                                                                       | 49                                                                                       | 50                                                                                       | 51                                                                                       | 52                                                                                       | 53                                                                                       | 54                                                                                       | 55                                                                                       | 56                                                                                       | 57                                                                                       | 58                                                                                       | 59                                                                                       |                                                                                          | 60                                                                                       |                                                                                          |                                                                                          |
| Positie:                                                                                 | 18                                                                                       | 22                                                                                       | 21                                                                                       | 20                                                                                       | 27                                                                                       | 20                                                                                       | 26                                                                                       | 40                                                                                       | 26                                                                                       | 35                                                                                       | 35                                                                                       | 44                                                                                       | 49                                                                                       | 44                                                                                       | 36                                                                                       | 42                                                                                       | 37                                                                                       | uit                                                                                      | 46                                                                                       | uit                                                                                      |                                                                                          |

### NPO Radio 2 Top 2000
| Nummer met noteringen in de NPO Radio 2 Top 2000 | '19  | '20 | '21 | '22 | '23 | '24 |
| ------------------------------------------------ | ---- | --- | --- | --- | --- | --- |
| Someone You Loved                                | 1113 | 644 | 954 | 657 | 422 | 440 |

1. ↑  Een vetgedrukt getal geeft de hoogste notering aan.
2. ↑  2019 was het eerste jaar met een notering voor dit nummer.